# Jaime Lachica Sin
Jaime Lachica Sin, filipinski rimskokatoliški duhovnik, škof in kardinal, * 31. avgust 1928, New Washington, † 21. junij 2005, Manila, Filipini.

## Življenjepis
Iz njegovega priimka izhaja, da je bil kitajskega rodu. 3. aprila 1954 je prejel duhovniško posvečenje.
10. februarja 1967 je bil imenovan za pomožnega škofa Jara in za naslovnega škofa Obbe; 18. marca istega leta je prejel škofovsko posvečenje.
15. januarja 1972 je bil imenovan za nadškof pomočnika Jara in za naslovnega nadškofa Massa Lubrenseja; nadškofovski položaj je nasledil 8. oktobra 1972.
21. januarja 1974 je bil imenovan za nadškofa Manile in 19. marca istega leta je potekalo škofovsko ustoličenje.
24. maja 1976 je bil povzdignjen v kardinala in imenovan za kardinal-duhovnika S. Maria ai Monti.
Upokojil se je 15. septembra 2003.  
V času svojega več kot četrtstoletnega vodstva napomembnejše filipinske škofije je pridobil velik moralni in politični vpliv ter je prispeval k padcu dveh filipinskih predsednikov. 
Zaradi bolezni ni mogel sodelovati na konklavu, ki je potekal le slabe tri mesece pred njegovo smrtjo. 